# Sigurd Schartau
Knut Sigurd Schartau, född 23 oktober 1878 i Östra Strö församling i Malmöhus län, död 23 juni 1940 i Malmö Sankt Petri församling, var en svensk skolman och bibliotekarie.
Schartau blev filosofie kandidat vid Lunds universitet 1899, filosofie licentiat 1903 och filosofie doktor 1905. Han blev adjunkt vid Nyköpings högre allmänna läroverk 1907, lektor vid Jönköpings högre allmänna läroverk 1911 och lektor vid Malmö högre allmänna läroverk 1926.
Schartau var läroverksbibliotekarie i Jönköping 1912–1926, i Malmö från 1929 och stadsbibliotekarie i Jönköping 1916–1926. Han var ordförande i Jönköpings läns folkhögskolekursförening 1921–1926 och inspektor vid kommunala mellanskolan i Huskvarna 1926. 
Schartau invaldes som ledamot av Samfundet för utgivande av handskrifter rörande Skandinaviens historia 1929. Han blev riddare av Nordstjärneorden 1926.
Sigurd Schartau var son till kyrkoherde Ernst Schartau, brorson till Alarik Schartau och svärfar till Sture Arnell. Han är begraven i sin familjegrav på Skarhults kyrkogård.